# Tennis en fauteuil roulant aux Jeux paralympiques d'été de 2012
Navigation
Pékin 2008 Rio de Janeiro 2016
La compétition de tennis en fauteuil roulant des Jeux paralympiques d'été de 2012 se déroule du 1er septembre 2012 au 8 septembre 2012 au Eton Manor de Londres.

## Classification
Les joueurs ont été classés selon le type et l'étendue de leur handicap. Le système de classification a permis aux joueurs de s'affronter contre les autres avec le même niveau de fonction. Pour soutenir la concurrence dans le tennis en fauteuil roulant, les athlètes doivent avoir une perte importante ou totale de la fonction dans l'une ou les deux jambes. les joueurs tétraplégiques concourent dans des épreuves mixtes, tandis que les joueurs paraplégiques (avec plein usage de leurs bras) ont participé à des épreuves séparées masculines et féminines.

## Résultats
| Épreuve          | Or                                      | Argent                                         | Bronze                                      |
| ---------------- | --------------------------------------- | ---------------------------------------------- | ------------------------------------------- |
| Simple messieurs | Shingo Kunieda (JPN)                    | Stéphane Houdet (FRA)                          | Ronald Vink (NED)                           |
| Double messieurs | Suède Stefan Olsson Peter Wikström      | France Frédéric Cattaneo Nicolas Peifer        | France Stéphane Houdet Michaël Jeremiasz    |
| Simple dames     | Esther Vergeer (NED)                    | Aniek van Koot (NED)                           | Jiske Griffioen (NED)                       |
| Double dames     | Pays-Bas Marjolein Buis Esther Vergeer  | Pays-Bas Jiske Griffioen Aniek van Koot        | Grande-Bretagne Lucy Shuker Jordanne Whiley |
| Simple mixtes    | Noam Gershony (ISR)                     | David Wagner (USA)                             | Nicholas Taylor (USA)                       |
| Double mixtes    | États-Unis Nicholas Taylor David Wagner | Grande-Bretagne Andrew Lapthorne Peter Norfolk | Israël Noam Gershony Shraga Weinberg        |

### Tableau des médailles
| Rang  | Nation          | Or | Argent | Bronze | Total |
| ----- | --------------- | -- | ------ | ------ | ----- |
| 1     | Pays-Bas        | 2  | 2      | 2      | 6     |
| 2     | États-Unis      | 1  | 1      | 1      | 3     |
| 3     | Israël          | 1  | 0      | 1      | 2     |
| 4     | Japon           | 1  | 0      | 0      | 1     |
| 4     | Suède           | 1  | 0      | 0      | 1     |
| 6     | France          | 0  | 2      | 1      | 3     |
| 7     | Grande-Bretagne | 0  | 1      | 1      | 2     |
| Total | Total           | 6  | 6      | 6      | 18    |